# Alexander Uninsky
Alexander Uninsky (ros. Александр Унинский; ur. 2 lutego?/15 lutego 1910 w Kijowie, zm. 19 grudnia 1972 w Dallas) – amerykański pianista i pedagog pochodzenia rosyjskiego; zwycięzca II Międzynarodowego Konkursu Pianistycznego im. Fryderyka Chopina (1932).

## Życiorys

### Młodość i wykształcenie
Pochodził z rodziny polsko-rosyjsko-ukraińskiej. Na fortepianie grał od dziecka, a pierwszy publiczny koncert dał w wieku 14 lat. Początkowo studiował w Konserwatorium Kijowskim. W latach 1924–1927 studiował w Konserwatorium Paryskim. W trakcie nauki zaczął dawać liczne koncerty we Francji. O jego grze przychylnie wypowiadał się m.in. Alfred Cortot.

### Kariera pianistyczna
Pod koniec lat 20. XX wieku koncertował w Hiszpanii i Ameryce Południowej. W 1932 wziął udział w II Międzynarodowym Konkursie Pianistycznym im. Fryderyka Chopina w Warszawie, gdzie występował jako bezpaństwowiec. Zajął I miejsce, choć było ono wynikiem losowania. Taką samą liczbę punktów (345) zdobył bowiem Imré Ungár, ale ówczesny regulamin Konkursu nie przewidywał nagród ex aequo. Uninsky otrzymał też nagrodę Polskiego Radia za najlepsze wykonanie mazurków.
Po tym sukcesie rozpoczęła się jego międzynarodowa kariera. W latach 30. XX wieku występował w większości krajów europejskich, w tym wielokrotnie w Polsce. W sezonie artystycznym 1932/1933 dał 70 koncertów z wieloma europejskimi orkiestrami. Uczestniczył również w koncertach charytatywnych na rzecz rosyjskiego konserwatorium muzycznego w Paryżu i innych organizacji emigracyjnych.
W trakcie II wojny światowej służył do 1940 we francuskiej armii. Po klęsce Francji wyemigrował do Ameryki Południowej, gdzie wznowił karierę pianisty. W 1942 zadebiutował w Carnegie Hall w Nowym Jorku. Odbywał liczne koncerty fortepianowe. W 1955 r. został profesorem Konserwatorium w Toronto i Uniwersytetu w Dallas. Wśród jego uczniów był m.in. Jeffrey Swann (uczestnik VIII Międzynarodowego Konkursu Pianistycznego im. Fryderyka Chopina).
Był autorem licznych nagrań, w tym wielu utworów Fryderyka Chopina.